# Własność kwirytarna
Własność kwirytarna (łac. dominium ex iure Quiritium, proprietas) – własność przysługująca tylko obywatelom rzymskim (uroczyście nazywanych Kwirytami, Quirites).
Był to rodzaj własności chroniony przez prawo cywilne (tzw. ius civile). Jego przedmiotem mogły być rzeczy ruchome oraz te nieruchomości, które położone były w Italii.
Do przeniesienia własności rzeczy określanych jako res mancipi wymagano aktów formalnych: mancypacji (czynności przy świadkach) lub in iure cessio (czynność przy udziale magistratury).
Podział na własność kwirytarną i bonitarną został zniesiony w Kodeksie Justyniana.